# Giuseppe Griffoli
Giuseppe Griffoli (Lucignano, 28 ottobre 1792 – Lucignano, 27 agosto 1877) è stato un diplomatico italiano.

## Biografia
Giuseppe Griffoli fu il sesto di undici figli di Felice e Girolama dei conti Baldelli Boni. Il padre desiderava avviarlo alla carriera nell'Ordine di Malta e a sette anni Giuseppe fu investito nell'ordine. Studiò poi assieme ai fratelli al Convitto Tolomei di Siena. Durante il periodo del governo napoleonico in Toscana incominciò la carriera diplomatica.
Nel 1810, all'età di diciannove anni e dopo avere concluso gli studi fu inviato a Parigi in qualità di uditore del Consiglio di Stato dell'Impero Francese. A Parigi si legò al diplomatico toscano Neri Corsini. Nel 1812 seguì, assieme ad altri uditori del Consiglio di Stato, Napoleone durante la campagna di Russia. Dopo il disastroso esito della spedizione e una lunga sosta ad Amburgo presso l'Intendenza Generale delle Province Anseatiche, fece ritorno a Parigi. Nella capitale francese frequentò soprattutto i diplomatici italiani. Nel 1814, in seguito alla caduta di Napoleone, fece ritorno a Lucignano.
Dopo la caduta di Napoleone cessò la carriera diplomatica di Griffoli. Ritornato nei possedimenti di famiglia in Valdichiana, preferì mantenersi in disparte, amministrando il patrimonio famigliare assieme al fratello maggiore Jacopo e prendendosi cura dell'educazione dei fratelli minori. In questo lungo periodo, iniziato con la Restaurazione, mantenendo il celibato come cavaliere professo dell'Ordine di Malta, viaggiò parecchio in Italia e all'estero, dove poteva contare sull'appoggio di numerosi amici. Nel 1841, ormai cinquantenne, accettò dal governo toscano dei Lorena la carica di provveditore della Camera di Sopraintendenza del Compartimento di Arezzo, conservandola per cinque anni. Nel 1846 ricevette l'avanzamento alla Camera di Sopraintendenza del Compartimento di Siena, che accetto a malincuore a causa del forte legame con Arezzo, non molto distante dai suoi luoghi d'origine. Rimase a Siena per poco più di un anno, ricoprendo anche l'incarico di membro della consulta per la riforma del sistema municipale della Toscana. Nel gennaio del 1848 fu nominato commissario dell'Ospedale di Santa Maria Nuova a Firenze. Il 18 maggio 1848 fu nominato membro del Senato Toscano. Come senatore prese parte dei lavori dell'alto consesso sino a quanto durò il sistema costituzionale. Frequentò assiduamente l'ambiente culturale del Gabinetto Vieusseux, stringendo grande amicizia in particolare con Gino Capponi e Raffaello Lambruschini. Nell'agosto del 1848 fu inviato come ambasciatore straordinario al Re di Napoli con la missione di proporre una lega di stati italiani contro la dominazione straniera. La missione fu interrotta dai rivolgimenti politici in Toscana. Cessato il sistema costituzionale, rinunciò anche all'incarico di commissario dell'Ospedale di Santa Maria Nuova a Firenze, ritirandosi a vita privata a Lucignano, a causa dell'incompatibilità con il nuovo sistema politico. Nel 1856 il granduca Leopoldo II gli offrì la carica di consigliere di Stato, che rifiutò, continuando a vivere a Lucignano.
Visse in disparte, nel 1859, la caduta in Toscana dei Lorena, ai quali rimase invece molto fedele anche nell'esilio il fratello Francesco. Negli ultimi anni si dedicò alle attività di beneficenza e soccorso ai bisognosi. Assieme alla sorella Francesca fondò a Lucignano un istituto scolastico per le fanciulle povere, il Conservatorio e Scuole Femminili annesse, per i quali acquistò come sede il soppresso convento di San Francesco. In seguito vi istituì sovvenzionandola una suola di tessitura. Il 12 marzo 1868 fu nominato senatore del Regno d'Italia, prendendo parte attivamente ai lavori del Senato sino a che l'età ormai avanzata non gli consentì più di viaggiare. Conservando una straordinaria lucidità di mente, rimase in stretta corrispondenza con i colleghi senatori sino all'ultimo.
Giuseppe Griffoli morì nel palazzo di famiglia a Lucignano il 27 agosto 1877, all'età di quasi 87 anni. Le sue spoglie furono sepolte nella cappella di famiglia annessa alla Villa di Fabbriche, dove ancora esiste la lapide in suo ricordo. Il presidente del Senato, Sebastiano Tecchio, ne ricordò la figura con un discorso ai senatori, che concluse con le parole: "I conterranei, accompagnandone al sepolcro la salma, lagrimavano amaramente la perdita del cittadino che avevano avuto ad esempio di ogni virtù civile e sociale".